# Осмийтригаллий
Осмийтригаллий — бинарное неорганическое соединение, интерметаллид
осмия и галлия
с формулой Ga3Os,
кристаллы.

## Получение
- Сплавление стехиометрических количеств чистых веществ:

{\displaystyle {\mathsf {Os+3Ga\ {\xrightarrow {T}}\ OsGa_{3}}}}

## Физические свойства
Осмийтригаллий образует кристаллы
тетрагональной сингонии,
пространственная группа P 4n2,
параметры ячейки a = 0,6475 нм, c = 0,6734 нм, Z = 4,
структура типа иридийтрииндия In3Ir
.
При синтезе соединения под давлением 6,5-7,7 ГПа и температуре 300—500°С образуется фаза
ромбической сингонии,

параметры ячейки a = 0,566 нм, b = 0,563 нм, c = 1,536 нм, Z = 8